# Strasburg (Misuri)
Strasburg es una ciudad ubicada en el condado de Cass en el estado estadounidense de Misuri. En el Censo de 2010 tenía una población de 141 habitantes y una densidad poblacional de 280,62 personas por km².

## Geografía
Strasburg se encuentra ubicada en las coordenadas 38°45′36″N 94°9′53″O / 38.76000, -94.16472. Según la Oficina del Censo de los Estados Unidos, Strasburg tiene una superficie total de 0.5 km², de la cual 0.5 km² corresponden a tierra firme y (0%) 0 km² es agua.

## Demografía
Según el censo de 2010, había 141 personas residiendo en Strasburg. La densidad de población era de 280,62 hab./km². De los 141 habitantes, Strasburg estaba compuesto por el 100% blancos, el 0% eran afroamericanos, el 0% eran amerindios, el 0% eran asiáticos, el 0% eran isleños del Pacífico, el 0% eran de otras razas y el 0% pertenecían a dos o más razas. Del total de la población el 0% eran hispanos o latinos de cualquier raza.